# Leeds North East (circonscription du Parlement britannique)

Leeds North East dans le West Yorkshire.

La circonscription de Leeds North East  est une circonscription électorale anglaise située dans le West Yorkshire, et représentée à la Chambre des communes du Parlement britannique depuis 1997 par Fabian Hamilton du Parti travailliste.